# Crawley Edge Boatshed

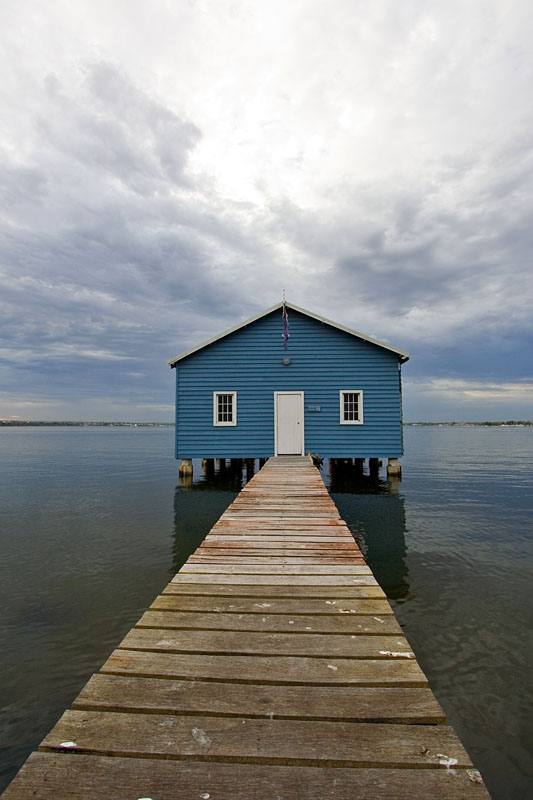
Blue Boat House, Perth, anno 2008

De Crawley Edge Boatshed, algemeen aangeduid als het Blue Boat House, is een botenhuis en bekend herkenningspunt gelegen aan de rivier Swan in Crawley in Perth, West-Australië.

## Geschiedenis
Het botenhuis werd oorspronkelijk gebouwd in de jaren 1930. Hij kwam voor het eerst in handen van de familie Nattrass toen Roland en Joyce Nattrass in 1944 het land erachter kochten als locatie voor hun ouderlijk huis. De makelaar stond erop dat de botenloods samen met het land zou worden gekocht voor vijf pond extra.
In 1972 schonk Roland Nattrass de loods aan Ron Armstrong, een beschermheer van de Perth Sea Scouts. Rondom de originele loods werd een iets grotere loods gebouwd. In de jaren 1990 ging de eigendom van de botenloods over op Barry Kollman, een zeeman van de Royal Perth Yacht Club.
In 2001 werd de loods te koop aangeboden en gekocht door Peter Nattrass, de zoon van Roland Nattrass en toenmalige burgemeester van Perth. Het botenhuis was tegen die tijd erg vervallen en geconfronteerd met dreigementen van de overheid om de loods te slopen en te verwijderen, begon de familie deze weer op te bouwen. Op voorstel van een familievriend, het plaatselijke federale parlementslid Julie Bishop werd de loods opnieuw geverfd in een blauwe kleur. Op 6 februari 2004 werd het gerenoveerde boothuis opnieuw in gebruik genomen.
Einde 2015 kreeg het geheel een facelift, waarbij onder meer de buitenkant opnieuw werd geverfd en de houten steiger werd vervangen door een nieuwe steiger met stalen pylonen.

## Toerisme
In de 21e eeuw is de botenloods een Australisch icoon geworden en een topattractie voor toeristen die Perth vanuit Azië bezoeken. Vanaf juni 2019 kwam de hashtag #blueboathouse voor in duizenden Instagramposts. Een CNN-artikel dat die maand werd gepubliceerd, beweerde dat het botenhuis de meest gefotografeerde reisattractie in Perth was, vóór Elizabeth Quay, St George's Cathedral en de Swan Bell Tower. Een ander artikel dat die maand op de website The Conversation werd gepubliceerd, beweerde dat het botenhuis de op een na populairste plek van Perth was geworden voor toeristische selfies en dat publiciteit op sociale media over het botenhuis een wereldwijde reclame over Perth had gegenereerd die mogelijk miljoenen dollars waard was.
Op 28 mei 2019 werd ijdens een vergadering van het stadsbestuur van Perth besloten om vanwege de toename van het aantal bezoekers aan het botenhuis, het nabijgelegen Eliza-standbeeld en de oude Swan Brewery, 400.000 AUD te besteden aan een nieuwe 'stand-alone'-toilet op zonne-energie op Quarry Point, tussen het botenhuis en de brouwerij. De bouw van het toilet werd in augustus 2019 voltooid.
Half juli 2019 werd de loods tijdelijk en controversieel verpakt in rode plastic zeilen, als eerbetoon aan het voetbalteam van Manchester United FC dat Perth bezocht om er twee vriendschappelijke wedstrijden te spelen. Op 14 juli 2019 kwamen drie van de spelers van het team, Tahith Chong, Axel Tuanzebe en Joel Castro Pereira op bezoek en werden gefotografeerd voor het ingepakte botenhuis.